# Say Colour
Say Colour är en svensk popgrupp som bildades 1995 i Göteborg. Deras musik kan beskrivas som en gitarrbaserad popmusik. Debutalbumet från 2000 "Seeing Is Believing" släpptes i Tyskland, Österrike, Belgien, Kanada, Holland, Sydafrika och Skandinavien. Mikael Vilkas, en av låtskrivarna och trummis, är en allkonstnär som testat det mesta från musik och TV (programledare för Teknikens värld) till reklam och grafisk form. Hans målningar är inspirerade av den musik som han skrivit tillsammans med Claes Jax, Tobias Jeansson och Kenneth Pilo. De hade, sommaren 2000, en hit med "It's summer in my heart". Singeln medverkade på samlingsskivor runt om i Europa bl.a. Party Zone vol.5 (Sony Music 9923-07 Danmark), Chart Hits volume 1 (Atlas Music AMCD C1 00), The Best Of Summer (Zone Music2 ZON 112072 Norge) samt Top Hits Y2K - Greatest Hits Of The Year 2000 (Arcade Music 2107128 Belgien). Den gavs även ut på singel 2004 av Svänzons som "Sommaren är här igen" och låg 12 veckor på Sverigetoppen  samt 2005 av  Barbados som "Summer in my heart". Den spanska artisten Beth  spelade in It's summer in my heart på spanska, La Luz, och sålde dubbel platina 200 000 ex. Gruppen släppte 2020 en singel vid namn "Avalon".

## Medlemmar
- Mikael Vilkas, trummor & keyboard
- Tobias Jeanson, bas & keyboard
- Claes Jax, sång & gitarr

## Diskografi

### Seeing is believing
1. That You Love Me
2. Together Forever
3. I Will Never Let You Down
4. It's Summer In My Heart
5. Seeing Is Believing
6. Hold On
7. What Would Life Really Be
8. Easy To Remember
9. You And I Against The World
10. Let There Be Wings
11. Tomorrow Brings A Better Day
12. Yound And Free
13. Lucky Guy